# 彭斯白峰

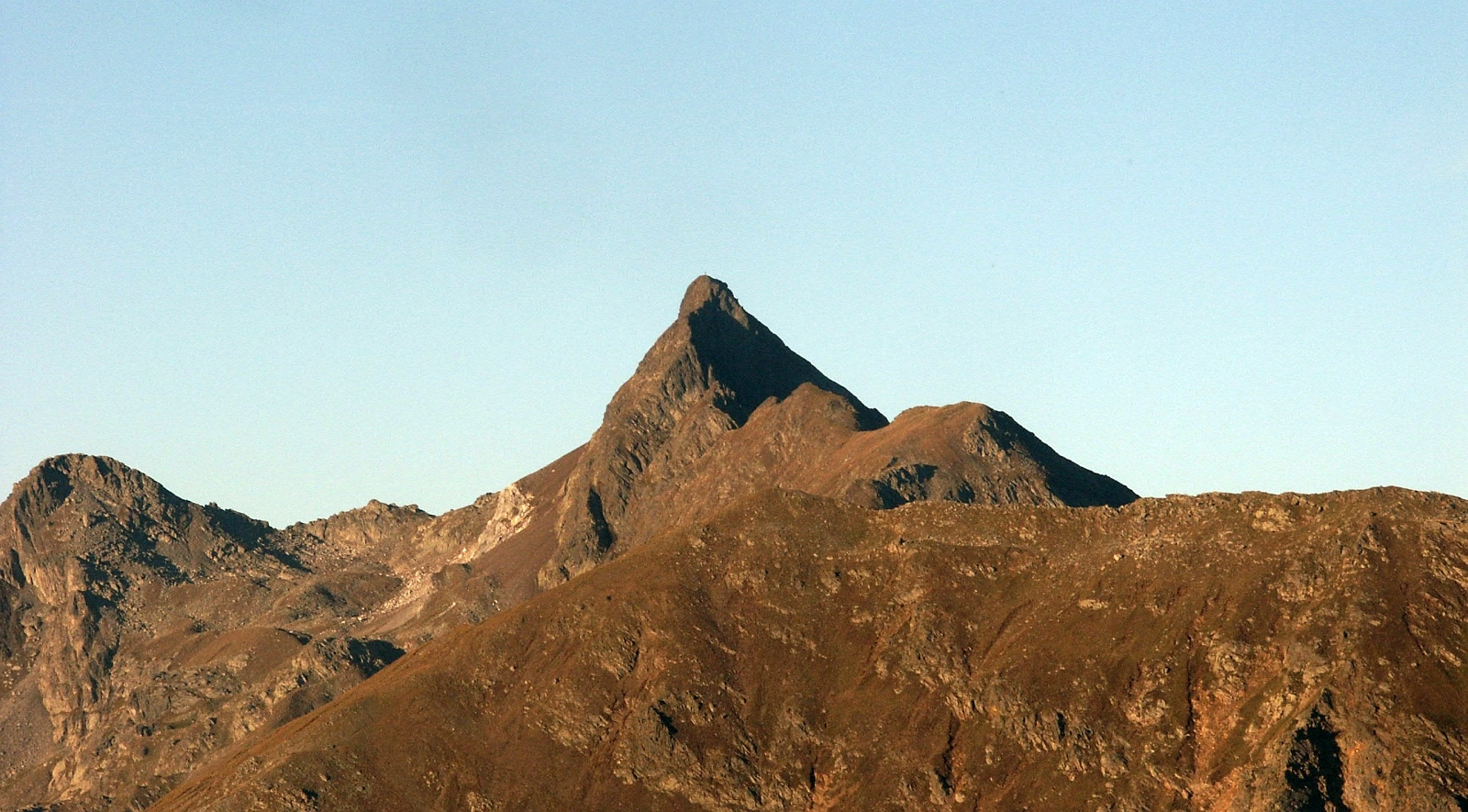

46°48′10″N 11°23′50″E / 46.80278°N 11.39722°E
彭斯白峰（德語：Penser Weißhorn，意为“白峰”），是意大利的山峰，位於該國北部，由博爾扎諾-南蒂羅爾自治省負責管轄，屬於萨恩塔尔山脉的一部分，海拔高度2,705米，每年平均降雨量1,426毫米。